# Technical Advisory Group on SARS-CoV-2 Virus Evolution
Die Technical Advisory Group on SARS-CoV-2 Virus Evolution (TAG-VE, deutsch Technisches Beratungsgremium zur Entwicklung des SARS-CoV-2-Virus) ist eine unabhängige Expertengruppe, die die Entwicklung von SARS-CoV-2  regelmäßig überwacht und bewertet, ob bestimmte Mutationen und Kombinationen von Mutationen das Verhalten des Virus verändern. Ihr Sitz ist in Genf (Schweiz).
Im Juni 2020 hat die Weltgesundheitsorganisation (WHO) eine informelle Expertenarbeitsgruppe über die Virusentwicklung (VEWG) eingerichtet, um die Entwicklung, Mutationen und Varianten von SARS-CoV-2 speziell zu bewerten. Sie trifft sich regelmäßig, um die Auswirkungen von SARS-CoV-2-Varianten auf die Übertragbarkeit und die klinischen Formen zu diskutieren und die Schwere der Erkrankung, die Diagnostik und Therapie zu analysieren. Sie bestimmt, ob es sich bei einer bestimmten Variante um eine Variante von Interesse (VOI) oder eine besorgniserregende Variante (VOC) gemäß den WHO-Definitionen handelt.
Die Empfehlungen der TAG-VE werden verwendet, um die WHO über globale, regionale und nationale COVID-19-Präventions- und Kontrollstrategien zu informieren. Sie wird von weiteren WHO-Beratungsgremien beraten, wie der Expert Advisory Group on COVID-19 Vaccine Composition (TAG-CO-VAC), der Strategic Advisory Group of Experts on Immunization (deutsch Strategischer Beirat für Immunisierungsfragen) (SAGE) und dem strategischen und technischen Beratungsgremium für Infektionsgefahren (STAG-IH).

## Aufgaben
Als beratendes Gremium der WHO hat TAG-VE folgende Hauptfunktionen:
- Beratung der WHO bei der Stärkung von Mechanismen zur Identifizierung und Priorisierung (potenziell) relevanter Mutationen von SARS-CoV-2, einschließlich der Stärkung der globalen Kapazitäten zur Bewertung von SARS-CoV-2-Varianten;
- Entwicklung und Anwendung eines Rahmens für die Analyse und Bewertung von SARS-CoV-2-Varianten und deren Auswirkungen auf die Übertragbarkeit, Schwere der Erkrankung, Antigenität und Diagnostik oder Therapeutika;
- Bereitstellung regelmäßiger und aktualisierter Empfehlungen an die WHO zur globalen Charakterisierung von SARS-CoV-2-VOIs und VOCs und zur Klassifizierung von VOCs;
- Information der WHO über relevante Mutationen/Varianten und Beratung über deren potenzielle Auswirkungen in Bezug auf virale Eigenschaften (z. B. Virulenz, Übertragung) und Gegenmaßnahmen (z. B. Diagnostika, Impfstoffe und Therapeutika);
- Abgabe von Empfehlungen an die WHO über spezifische Untersuchungen zu den Auswirkungen spezifischer Mutationen (einschließlich laborkontrollierter In-vitro- und In-vivo-Studien von Mutanten);
- Beratung der WHO zu Abschwächungsstrategien zur Verringerung der negativen Auswirkungen von SARS-CoV-2-Mutationen, VOIs und VOCs, die das virale Verhalten oder Gegenmaßnahmen beeinflussen könnten;
- gegebenenfalls Beratung der WHO zu anderen relevanten Themen mit Bezug zu diesem Arbeitsbereich.

## Vorsitz
Vorsitzender des Gremiums ist Anurag Agrawal, Direktor des CSIR Institute of Genomics and Integrative Biology, Indien.